# West Newbury
West Newbury è un comune degli Stati Uniti d'America facente parte della contea di Essex nello stato del Massachusetts e, al 2010, ha una popolazione di 4 235 abitanti.